# فرودگاه ریمبی
فرودگاه ریمبی (به انگلیسی: Rimbey Airport) یک فرودگاه همگانی است که یک باند فرود چمن دارد و طول باند آن ۸۹۹ متر است. این فرودگاه در کشور کانادا قرار دارد و در ارتفاع ۹۰۳ متری از سطح دریا واقع شده است.